# Señal analítica
La señal analítica de Gabor correspondiente a una señal temporal real, es una señal compleja cuyo espectro de frecuencias es nulo para frecuencias negativas, y cuya parte real es igual a la señal original.

## Definición
La señal analítica {\displaystyle x_{a}(t)} se construye a partir de una señal real.
Sea {\displaystyle x(t)} una señal real cuya transformada de Fourier es {\displaystyle X(\omega )}. Construyamos ahora la siguiente función:
{\displaystyle X_{a}(\omega )=\left\{{\begin{array}{rl}2X(\omega )&{\textrm {si}}\;\omega >0\\X(\omega )&{\textrm {si}}\;\omega =0\\0&{\textrm {si}}\;\omega <0\end{array}}\right.}
La señal analítica correspondiente a {\displaystyle x(t)} es la transformada de Fourier inversa de {\displaystyle X_{a}(\omega )}:
{\displaystyle x_{a}(t)={\mathcal {F}}^{-1}\{X_{a}(\omega )\}}

## Construcción alternativa
La señal analítica se puede construir también a partir de la transformada de Hilbert de {\displaystyle x(t)}.
Sea {\displaystyle x_{h}(t)={\mathcal {H}}\{x(t)\}} la transformada de Hilbert de {\displaystyle x(t)}. Ahora podemos construir la señal analítica de la siguiente manera:
{\displaystyle x_{a}(t)=x(t)+ix_{h}(t)\,\!}
donde «i» es la unidad imaginaria.

## Propiedades
La primera propiedad evidente de la señal analítica {\displaystyle x_{a}(t)} es que su parte real es igual a la señal correspondiente:
{\displaystyle \operatorname {Re} \{x_{a}(t)\}=x(t)}

## Aplicación
La señal analítica de Gabor permite separar una señal temporal en sus componentes de amplitud y fase instantáneas. Es decir, para cada tiempo {\displaystyle t}, podremos calcular una función {\displaystyle A(t)} y una función {\displaystyle \phi (t)} tales que
{\displaystyle x(t)=A(t)\cos(\phi (t))}
Para esto basta calcular
{\displaystyle A(t)={\sqrt {\operatorname {Re} \{x_{a}(t)\}^{2}+\operatorname {Im} \{x_{a}(t)\}^{2}}}}
y
{\displaystyle \phi (t)=\arg(x_{a}(t))}
donde arg es el argumento de un número complejo.